# Ramgarh (zamindari)

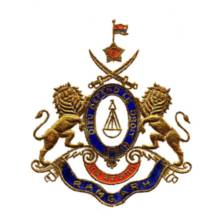
Escut

Ramgarh fou un estat tributari protegit del tipus zamindari, al Bihar, amb una superfície de 12.950 km² i 900.000 habitants, distribuïts en 3.672 pobles. Els seus ingressos eren d'un milió i mig de rupies. La capital era Ramgarh avui capçalera del bloc de desenvolupament del mateix nom. Els britànics explotaven la mina de Ramgarh de la que extreien carbó, propera a la ciutat. Va donar nom a l'efímer districte de Ramgarh, suprimit el 1833. L'estat fou fundat al segle XIV per Bagd deo que es va establir a Urda, a la pargana de Karanpura. A la primera meitat del segle XVII la capital es va traslladar a Badam i al darrer quart a Ramgarh. El 24 de maig de 1889 el maharajà va rebre el títol de raja com a distinció personal, que després també va rebre el seu fill.

## llista de maharajas
- Maharaja BAGHDEO 1368-1402
- Maharaja KIRAT SINGH 1402-1459
- Maharaja RAM SINGH I 1459-1537
- Maharaja MADHO SINGH 1537-1554
- Maharaja JAGAT SINGH 1554-1604
- Maharaja HIMMAT SINGH 1604-1661
- Maharaja RAM SINGH II 1661-1677
- Maharaja DALEL SINGH 1677-1724
- Maharaja BISHAN SINGH 1724-1763
- Maharaja MAKAND SINGH 1763-1772
- Maharaja TEJ SINGH Bahadur 1772-1774
- Maharaja PARAS NATH SINGH Bahadur 1774-1784
- Maharaja MANI NATH SINGH Bahadur 1784-1811
- Maharaja SIDH NATH SINGH Bahadur 1811-1835
- Maharaja LAKSHMI NATH SINGH Bahadur 1835-1841
- Maharaja SHAMBHU NATH SINGH Bahadur 1841-?
- Maharaja RAM NATH SINGH Bahadur ?-1866
- Maharaja TRILOK NATH SINGH Bahadur 1866 (2 mesos, nascut pòstum, mort amb mesos de vida)
- Maharaja Raja NAM NARAIN SINGH Bahadur 1866-1899 (1866-1873 administrat per la Cout of Wards)
- Maharaja RAM NARAIN SINGH Bahadur 1899-1913
- Maharaja LAKSHMI NARAIN SINGH Bahadur 1913-1919
- Maharaja KAMAKHYA NARAIN SINGH Bahadur 1919-1953 (+1970)